# Polyalthia lasioclada
Polyalthia lasioclada este o specie de plante din genul Polyalthia, familia Annonaceae, descrisă de Ian Mark Turner. Conform Catalogue of Life specia Polyalthia lasioclada nu are subspecii cunoscute.